# 盘谷镇
盘谷镇，是中华人民共和国江西省吉安市吉水县下辖的一个乡镇级行政单位。

## 行政区划
盘谷镇下辖以下地区：
老屋村、同江村、杨家边村、坛山园村、友联村、太元村、小祠下村、湛溪村、松城村、下石濑村、上曾家村、泥田村、北岭村、下居村和岭口村。